# Now You’re Gone – The Album
Now You’re Gone – The Album ist das vierte Studioalbum, das von dem schwedischen Eurodance-Künstler Basshunter veröffentlicht wurde. Es wurde am 14. Juli 2008 veröffentlicht und beinhaltet vor allem Neuaufnahmen älterer Lieder in Englisch (statt Schwedisch). Nach Veröffentlichung erreichte das Album die Chartspitze der britischen Charts und wurde mehr als 300.000 Mal verkauft, was zur Verleihung einer Platin-Schallplatte führte.
In Neuseeland erreichte das Album in der fünften Woche Platz 1 und erreichte nach sechs Wochen und 7500 verkauften CDs Gold und wurde nach zehn Wochen und mehr als 15.000 verkauften CDs ein Platinalbum. Das Album blieb insgesamt zwei Wochen auf Platz 1 der Albumcharts.

## Titelliste
1. Now You’re Gone (feat. DJ Mental Theo’s Bazzheadz) – 2:30
2. All I Ever Wanted – 2:59
3. Please Don’t Go – 2:50
4. I Miss You – 3:48
5. Angel in the Night – 3:21
6. In Her Eyes – 3:14
7. Love You More – 3:53
8. Camilla – 3:16
9. Dream Girl – 4:29
10. I Can Walk on Water – 3:46
11. Bass Creator – 5:03 (Originalversion auf dem Album LOL <(^^,)> unter der Bezeichnung ’I’m Your Basscreator’ veröffentlicht)
12. Russia Privjet (Ursprünglich auf dem Album LOL <(^^,)> veröffentlicht) – 3:29
13. DotA (Ursprünglich auf dem Album LOL <(^^,)> veröffentlicht) – 3:23
14. Now You’re Gone (Fonzerelli edit) – 3:16
15. All I Ever Wanted (Fonzerelli edit) – 2:35
16. Welcome to Rainbow (UK iTunes bonus track) 5:09
17. Hardstyle Drops (UK iTunes bonus track)

Zusatzinhalte
1. Liveauftritt
2. Interview
3. Fotogalerie von Basshunter
4. Fotogalerie von Aylar
5. Musikvideos
6. weitere Inhalte, nicht näher spezifiziert

Deluxe Edition
Die Deluxe Edition (iTunes UK) beinhaltet 5 Mixes von Liedern, das „Megamix-Video“, das „Walk on water“-Video und ein Digital Booklet (digitale, graphisch aufbereitete textbasierte Zusatzinformationen). Die Grundfarbe des Covers änderte sich von Grün auf Blau.

## Kommerzieller Erfolg

### Chartplatzierungen
| ChartsChartplatzierungen     | Höchstplatzierung | Wochen |
| ---------------------------- | ----------------- | ------ |
| Österreich (Ö3)              | 17 (7 Wo.)        | 7      |
| Schweiz (IFPI)               | 32 (4 Wo.)        | 4      |
| Schweden (GLF)               | 38 (1 Wo.)        | 1      |
| Vereinigtes Königreich (OCC) | 1 (37 Wo.)        | 37     |

| ChartsJahrescharts (2008)    | Platzierung |
| ---------------------------- | ----------- |
| Vereinigtes Königreich (OCC) | 45          |

### Auszeichnungen für Musikverkäufe
| Land/Region                  | Auszeichnungen für Musikverkäufe (Land/Region, Auszeichnung, Verkäufe) | Verkäufe |
| ---------------------------- | ---------------------------------------------------------------------- | -------- |
| Dänemark (IFPI)              | Gold                                                                   | 10.000   |
| Neuseeland (RMNZ)            | 2× Platin                                                              | 30.000   |
| Vereinigtes Königreich (BPI) | Platin                                                                 | 300.000  |
| Insgesamt                    | 1× Gold · 3× Platin ·                                                  | 340.000  |